# ناحیه یون پی‌یانگ
ناحیه یون پی‌یانگ (은평구, Eunpyeong-gu) یکی از ۲۵ ناحیه شهر سئول پایتخت کره جنوبی است.